# كلاوس أوفنر
كلاوس أوفنر (بالألمانية: Klaus Ofner)، من مواليد 15 أغسطس 1968، هو لاعب التزلج نمساوي معتزل، شارك في عدة مناسبات رياضية، وأهمها تحقيق ميدالية برونزية في دورة الألعاب الشتوية سنة 1992.